# 江蘇王子製紙
江蘇王子製紙有限公司（こうそおうじせいしゆうげんこうし）は、中華人民共和国江蘇省を拠点とする製紙会社である。日本の大手製紙会社である王子製紙株式会社が出資している。

## 概要
王子グループの「印刷情報メディアカンパニー」に属する企業の一つである。王子製紙の「南通プロジェクト」の事業主体であり、2010年の時点で、江蘇省南通市に建設した製紙工場において年産40万トンの高級紙（主に塗工印刷紙）の生産ラインを稼動させている。
「南通プロジェクト」は2003年6月に発表されたもので、当初は2006年の操業開始を目指した。しかし手続きが難航して計画の修正を繰り返し、操業開始は2010年にずれ込んだ。事業主体である江蘇王子製紙の設立は2007年10月26日付で、2003年9月28日にあらかじめ設立されていた「王子製紙（南通）有限公司」を、同日付で増資により王子製紙と南通市経済技術開発区総公司との合弁会社へ組織変更して成立した。
製紙工場は2007年11月に起工式を実施。中国政府から認可を取得した年産70万トンのパルプ生産ライン1本と年産40万トンの高級紙生産ライン2本のうち、高級紙生産ライン1本の建設に着手。高級紙生産ラインは2010年末に稼動を開始し、続いて2013年稼動開始を目指してパルプの生産ライン建設に着手した。2本目の高級紙生産ラインは2015年の稼動を計画しており、最終的には年産120万トンの生産規模を目指すとしている。
発足時は王子製紙（3代目）が出資していたが、2012年10月に実施されたグループの純粋持株会社制への移行（3代目王子製紙は王子ホールディングスへ改称）の後は、王子製紙（4代目）の傘下に入っている。